# Marko Vejinović
Marko Vejinović (Amsterdam, 3 febbraio 1990) è un ex calciatore olandese, di ruolo centrocampista.

## Caratteristiche tecniche
Gioca come centrocampista centrale.

## Carriera

### Club

#### Gli inizi e l'approdo all'AZ
Marko Vejinović nasce ad Amsterdam da una famiglia di origini serbo-bosniache. Inizia a giocare a calcio all'età di sette anni, iscrivendosi ad una piccola società della capitale olandese, il Zeeburgia. Notato da alcuni osservatori dell'Ajax, viene ingaggiato dalle giovanili dei Lancieri. Dopo un'esperienza all'Utrecht, nel 2007 si trasferisce all'AZ Alkmaar, con cui il 22 marzo 2009 debutta in Eredivisie. A fine stagione conquista il suo primo trofeo in carriera, il Campionato olandese 2008-09, e il 25 luglio 2009 si aggiudica anche la Supercoppa dei Paesi Bassi 2009 contro l'Heerenveen.

#### Heracles Almelo
Nell'agosto 2009 viene ingaggiato dall'Heracles Almelo, con cui firma un contratto triennale con l'opzione per i successivi quattro anni. Con la squadra raggiunge la prestigiosa finale della Coppa d'Olanda 2011-2012, persa 0-3 contro il Feyenoord. Con l'Heracles Almelo totalizza complessivamente 102 presenze e 11 gol.

#### Vitesse
il 28 giugno 2013 si accorda per le successive quattro stagioni col Vitesse. Il 1º agosto debutta con la nuova maglia nel match di Europa League 2013-14 in casa del Petrolul Ploiești. All'inizio della stagione 2014-15 mette a segno sei reti in dieci partite, tra cui la tripletta del 3 ottobre 2014 nella sfida vinta 6-1 contro l'Ado L'Aia.

#### Feyenoord
Nel giugno 2015 viene ufficializzato il suo passaggio al Feyenoord, che lo acquista per una cifra vicina ai quattro milioni di euro. L'8 agosto 2015 gioca la sua prima partita con la nuova squadra contro l'Utrecht. Alla vigilia del match del 31 gennaio 2016 contro l'Ado L'Aia (perso 0-2) subisce delle minacce di morte da ignoti nella sua casa di Rotterdam. Alla fine la polizia olandese arresta sette uomini, rivelatisi tifosi del Feyenoord esageratamente contrariati dalle prestazioni negative della squadra e del giocatore in particolare. Il 24 aprile 2016 conquista il suo secondo trofeo personale, la Coppa d'Olanda 2015-16, battendo in finale l'Utrecht (vittoria per 2-1). Il 26 ottobre 2016 segna il suo primo gol ufficiale col Feyenoord nel match di coppa vinto 4-0 contro i concittadini dell'Excelsior. A fine stagione vince l'Eredivisie 2016-17.

#### Il breve ritorno all'AZ e Arka Gdynia
Nel luglio 2017 ritorna dopo otto anni all'AZ Alkmaar, con cui si accorda per un prestito annuale. Il 1º ottobre 2017 contro il Feyenoord si infortuna seriamente al ginocchio ed è costretto a saltare tutta la restante stagione. Il giocatore svolge tutta l'attività di recupero all'AZ che lo ingaggia a titolo definitivo nell'estate 2018.
Il 28 febbraio 2019 viene prestato all'Arka Gdynia, squadra militante in Ekstraklasa. Il 28 agosto 2019 il club polacco paga il riscatto del giocatore, acquistandolo a titolo definitivo.

## Palmarès
AZ Alkmaar: 2008-2009
Feyenoord: 2016-2017
- Supercoppa dei Paesi Bassi: 1

AZ Alkmaar: 2009
- Coppa dei Paesi Bassi: 1

Feyenoord: 2015-2016
- Eerste Divisie: 1

Heracles Almelo: 2022-2023